# Zeyheria
Zeyheria es un género perteneciente a la familia de las bignoniáceas con once especies de pequeños árboles o arbustos.

## Taxonomía
El género fue descrito por Carl Friedrich Philipp von Martius  y publicado en Nova Genera et Species Plantarum. . . 2: 65. 1826. La especie tipo es: Zeyheria montana
Etimología
Zeyheria: nombre genérico otorgado en honor del botánico Carl Ludwig Philipp Zeyher (1799 - 1858).

## Especies
| - Zeyheria acaulis - Zeyheria barbata - Zeyheria digitalis - Zeyheria digitata - Zeyheria fluviatilis | - Zeyheria hanburiana - Zeyheria montana - Zeyheria surinamensis - Zeyheria tuberculosa - Zeyheria velloziana |